# Fill
Nella musica moderna l'indicazione fill (dall'inglese "riempimento"), normalmente accompagnata dal nome di uno strumento: drum fill, guitar fill e dall'indicazione di una durata in battute, viene notata su uno spartito per indicare l'esecuzione di un passaggio libero, normalmente improvvisato. L'intento è indicare un passaggio riempitivo di un breve insieme di battute, di cui in genere si indicano sullo spartito gli accordi su cui il musicista si deve basare.
I fill sono distinti dall'assolo per il fatto di essere molto più brevi (la durata tipica dei fill è raramente superiore alle quattro-otto battute) e perché il musicista nella loro esecuzione, privilegia la libertà e l'aderenza stilistica al carattere generale del pezzo piuttosto che l'originalità espressiva e la costruzione dell'esecuzione.
In italiano,il fill della batteria corrisponde alla scarica.